# Серпневі гармати
Серпневі гармати або Серпень 1914 (англ. The Guns of August) — історичний твір Барбари Вертгайм Такман про передумови та перший місяць Першої світової війни, виданий 1962 року. Після вступних розділів Такман у деталях описує розгортання конфлікту. Вона зосереджується на військовій історії країн-учасників Першої світової війни, передусім на великих державах.
Таким чином Серпневі гармати описують ранній етап Першої світової війни, з рішень почати війни до початку битви на Марні, що зупинила німецький наступ у Франції. Наслідком були чотири роки позиційної війни. У книзі Такман описує обговорення планів, стратегій, події у світі, міжнародні настрої до і під час війни.
За публікацію даної книги Барбара Такман здобула звання лауреата Пулітцерівської премії за документальний прозовий твір у 1963. Вона пізніше повернеться до теми, яку зачепила у Серпневих гарматах — до соціальних відносин та проблем, що існували до Першої світової війни. Такман опише це у колекції з восьми есе, що вийшли у 1966 році під назвою Горда вежа: Портрет світу перед війною, 1890–1914. Найкраще про книгу говорить назва статті у «Волл-стріт джорнел», написаній співробітником Гудзонського інституту Брюсом Коулом з нагоди перевидання Серпневих гармат та Гордої вежі: «Героїня популярної історії».

## Головні герої
Такман ретельно знайомить нас з усіма ключовими гравцями, як союзними (з Франції, Великої Британії, Бельгії та Росії), так і німецькими командирами. З її характерною увагою до деталей, ми дізнаємося про їх особистості, сильні і слабкі сторони.
- Жозеф Жоффр, французький генерал, головнокомандувач французької армії.
- Гельмут Мольтке, голова німецького генерального штабу.
- Альберт I, король Бельгії, головнокомандувач бельгійської армії. Він у відповідальний момент зробив важке рішення і не погодився на німецькі умови.
- Князь Микола Миколайович Молодший, верховний головнокомандувач силами Російської імперії на початку 1-ї Світової війни.
- Джон Френч, британський фельдмаршал, очолював на Західному фронті Британські експедиційні сили.

- Деякі імена, хоч і згадуються нечасто, доволі знайомі пересічному читачеві: французький президент Раймон Пуанкаре, британський перший лорд адміралтейства Вінстон Черчилль, і молодий солдат Шарль де Голль, що воював за Францію поміж інших.
- Серед окремих імен згадується і Распутін, і Вільгельм Рентген. Останній був з тих науковців, що підписали маніфест 93-х (відкритий лист-виправдання дій німецької армії при окупації Бельгії, зокрема знищення будівлі університетської бібліотеки у місті Левен).

## Книга

### Похорон

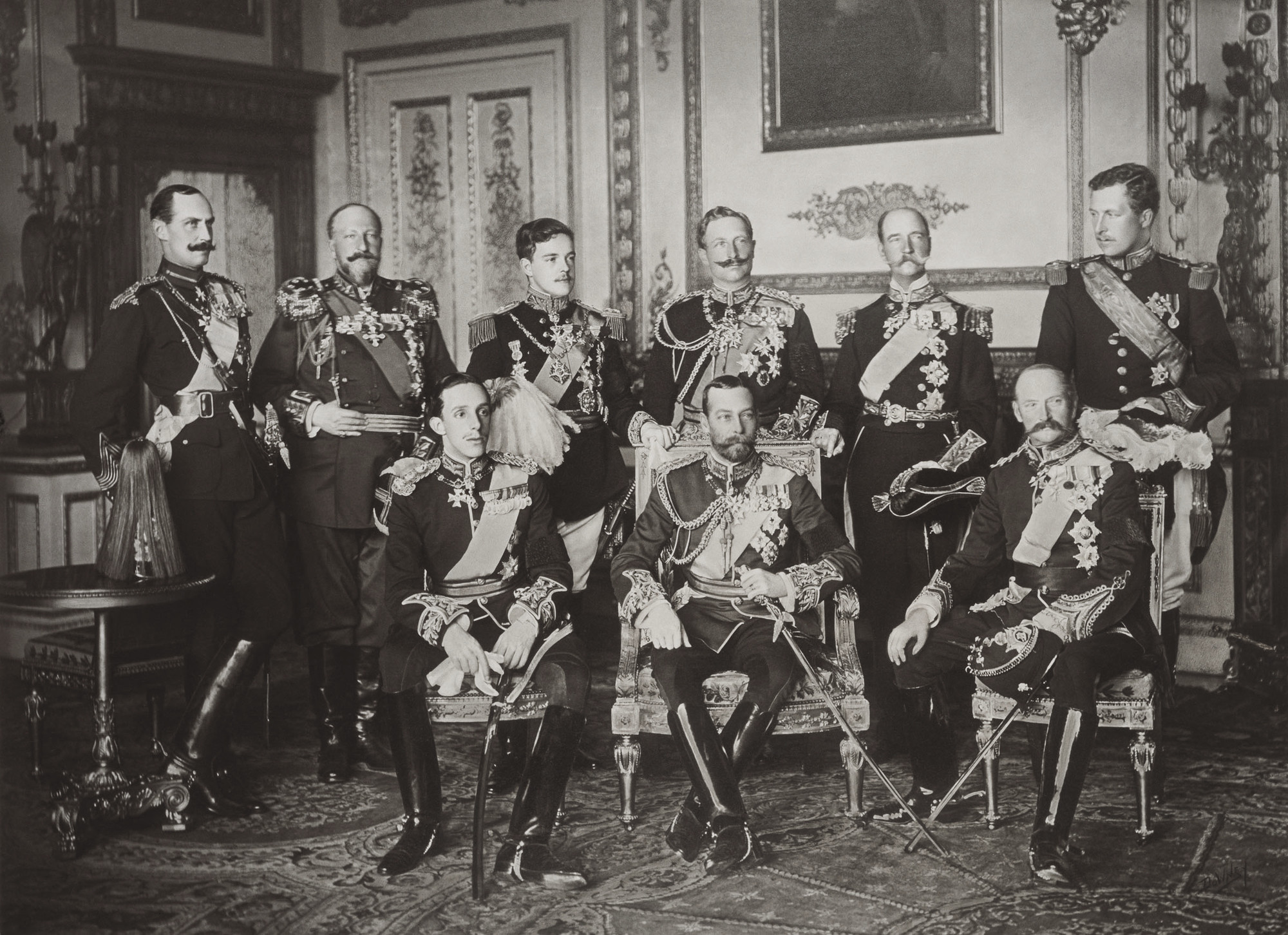
Дев'ять монархів, що були присутні на похороні, фото у Віндзорському замку 20 травня 1910.
Зліва направо: король Норвегії Гокон VII, цар Болгарії Фердинанд I Кобург, король Португалії Мануель II, кайзер Вільгельм II(племінник короля Едуарда), король Греції Георг I(брат дружини Едуарда) і король Бельгії Альберт I.
Сидять зліва направо: король Іспанії Альфонс XIII, наступник Едуарда Георг V та король Данії Фредерік VIII(брат дружини Едуарда).

У травні 1910 на похороні британського короля Едуарда VII були 9 королів Європи. Серед них визначним був кайзер Німецької імперії Вільгельм II, племінник короля Едуарда.
Відзначається, що покійника через значні родинні зв'язки з правлячими династіями інших країн називали «дядьком Європи»:
- кайзер Вільгельм II був його племінником;
- король Греції Георг I був братом дружини Едуарда;
- король Данії Фредерік VIII був другим братом його дружини ;
- Микола II (російський імператор) був його племінником по лінії матері Марії Федорівни (до шлюбу Дагмар), сестри дружини Едуарда;
- російська імператриця Олександра Федорівна (дружина Миколи II) була його племінницею;
- його дочка Мод Уельська була королевою Норвегії;
- племінниця Вікторія Євгенія Юлія Єна була королевою Іспанії;
- третя племінниця Марія Единбурзька мала стати королевою Румунії;
- король Норвегії Гокон VII також був родичем по данській лінії дружини Едуарда;
- інші родичі, нащадки 9 синів та дочок королеви Вікторії були в надлишку при всіх королівських домах Європи.

Ця глава [15–30] починається і закінчується королівським похороном [15–18, 26-30]. Між його описом знаходимо обговорення передумов та розкладу сил напередодні Першої світової війни (1914—1918).

### Плани
Глави з 2 по 5 [33-87] згруповані у першу секцію «Плани». Тут відображено передвоєнне військове планування головних країн Європи: німецький план Шліффена, французький наступальний план XVII, спільні британські та французькі домовленості, підхід Росії до майбутньої світової війни.

### Початок
Секція «Початок» починається з короткого вступу [91-92], де згадується, що у Сараєві 28 червня 1914 року боснійський серб Гаврило Принцип (* 25 липня 1894 — † 28 квітня 1918) убив Франца Фердінанда, ерц-герцога австрійського, та його дружину, графиню Софі.
Глави з 6 по 9 [93-157] починаються з серпня 1914. Описані обговорення і маневри провідних політиків, дипломатичні справи, дії різних армій у перші дні війни, з 1 серпня по 4 серпня. Розкриваються вагання кайзера, намагання Росії забезпечити вступ у війну союзної Франції, спроби Франції отримати гарантії від Великої Британії щодо її участі, а насамкінець і ультиматум Німеччини Бельгії.

### Битва
Основна частина решти книги (глави з 10 до 22 [159-483]) присвячена битвам і тактичному плануванню на двох фронтах: Західному (глави з 11 до 14, 17, 19 і 22) та Східному (глави 15 і 16). Однак Австрією та Балканами знехтувано. Глави 10 і 18 присвячені війні на морі.

#### Середземномор'я

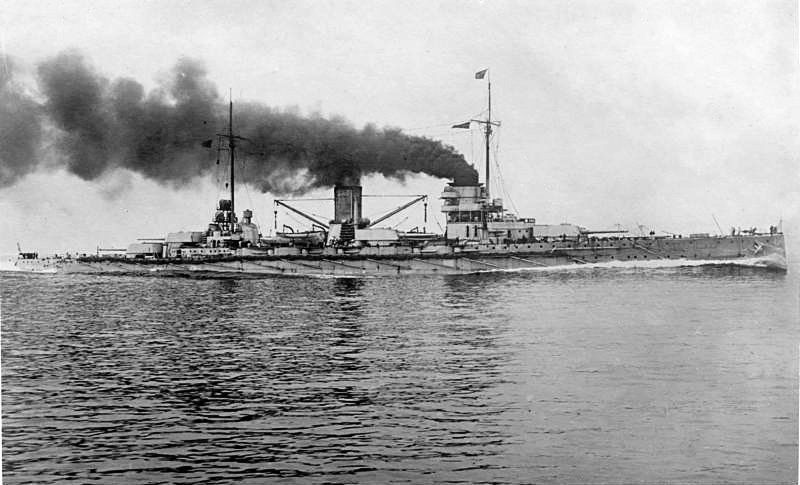
Лінійний крейсер Німецької імперії «Гебен».

Такман починає секцію «битва» описом пошуку союзним флотом німецького лінійного крейсера Гебена у середземномор'ї (глава 10 [161-187]). Гебен проплив у Дарданелли, води Османської імперії [182-184]. Такі дії флоту поряд з дипломатичними заходами визначили вступ Туреччини на німецькому боці. Це блокувало російський імпорт/експорт через круглорічні порти в Чорному морі. Що, у свою чергу, призвело до катастрофічної для Антанти Дарданельської операції.

#### Західний фронт

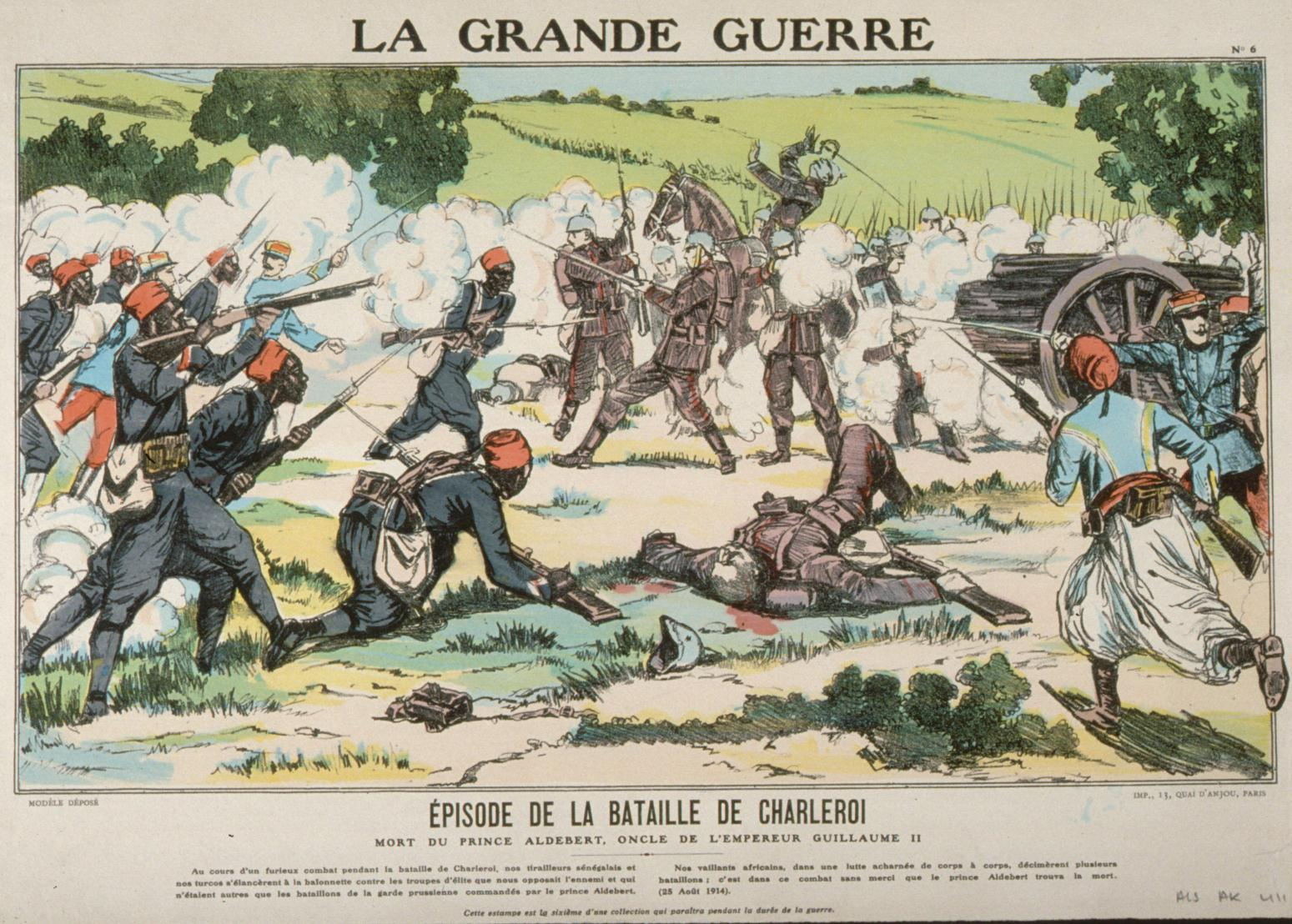
Французька літографія 1915 року під назвою «епізод битви Шарлеруа; смерть князя Альдеберта, дядька імператора Вільгельма II» і показано боротьбу між сенегальськими стрільцями та німецькою гвардією. Дані неправильні. Це були алжирські стрільці та зуави і це був не Адальберт Прусський, а Фрідріх Саксен-Мейнінгенський.

Глави 11 до 14 [188-296] описують війну на заході Європи. Спочатку обговорюється німецьке вторгнення у північно-східну Бельгію [188-207] і Західний фронт взагалі, особливо ситуація у Ельзасі [207-220]. Далі Такман описує прибуття у Францію британського експедиційного корпусу (глава 12 [221-233]).
Після перетину бельгійського кордону німецькі війська вступили в бої з бельгійською армією біля Льєжу, а на сході Франції — з п'ятьма французькими арміями. Французи вірили, що Гальський дух буде мати вирішальне значення у відбитті німецької атаки. У той час британці боролися у битві при Монсі. Упродовж серпня кожна сторона розгорнула свої збройні сили відповідно до попередньо розроблених стратегічних планів.
Французьке керівництво недооцінило силу правого німецького крила. Ймовірно завдяки французькому командувачу 5-ї армії Шарлю Ланрезаку, який діяв з упередженням перед тим, як отримати дозвіл з генерального штабу від Жоффра, вдалось уберегти від оточення війська союзної лінії оборони. Хоча його пропозиції ігнорувались, він відвів свої частини з невигідного положення при Шарлеруа, чим можливо зберіг їх від повного знищення [236-240, 275—279, 282—286, 295]. Пізніше Ланрезака звільнили з посади [465].
Прикордонна битва була дуже жорстокою. Бельгійська армія кинулася проти німецької, але союзники були змушені повільно відступити під потужним натиском. Це продовжувалось допоки війська кайзера не підішли за 40 миль до Парижа. Столицю було врятовано завдяки мужності та жвавості напіввідставного офіцера Жозеф Галлієні, який блискуче розподілив обмежені ресурси і врятував її. Місто готувалося до облоги і можливого повного знищення, уряд втік на південь. Ситуацію серед іншого врятували дві резервні дивізії, що були доставлені на поле бою 600 машинами міського таксі. Такман цинічно зазначає, що Жоффр пізніше отримав значний кредит довіри за збереження Парижу та всієї французької армії. Ланрезака, який власне і здійснив тактичний відступ, Жоффр звільнив від виконання обов'язків, а старого воєначальника та свого колишнього керівника Галлієні він відсунув назад у тінь.
Проте Такман також відмічає, що хоча Жоффр часто діяв скандально, але коли був змушений приймати кардинальні рішення, то проявив велику майстерність у керівництві та проведенні імпровізованого контрудару у фланг армії А. фон Клюка. Німці в значній мірі сприяли власній поразці, фізично виснажуючи власну піхоту та відхиляючись від початкового плану вторгнення. На даному етапі їхній армії не вистачало тих військ, що використовувались для облоги Антверпена. Обидві сторони страждали від поганого зв'язку та неякісної роботи генеральних штабів. У останніх було багато політиків та підлабузників, які були в значній мірі займались політиканством та низькопоклонством. Попередження від командирів на місцях ігнорувались, особливо якщо ті не вписувались в упереджені уявлення про швидку перемогу.

#### Російська імперія та Німеччина

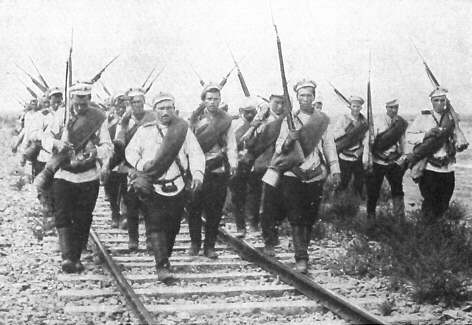
Піхота Російської імперії марширує вздовж залізничної колії. Згідно з Такман, проблема з транспортом була серед ключових.

Лише 15 та 16 глави присвячені Східному фронту. Увага зосереджена на російському вторгненні у Східну Пруссію і німецькій реакції на це. Вказуються значні проблеми армії Російської імперії зі зв'язком, погано розвинену залізничну сітку, відсутність залізничних вагонів відповідної ширини колії.
Через з відсутністю проводів для прокладання ліній зв'язку та завчасне знищення німцями місцевих, російські частини часто були змушені посилати повідомлення відкритим текстом бо в дивізійних штабах не було кодів і шифрувальників. Навіть накази російського генерала Ренненкампфа командирам корпусів передавались по радіо із застосуванням простого коду. Він був розшифрований німецьким мобілізованим професором, який служив у штабі криптографом.
Кульмінацією є Битва під Танненбергом. Тут російське просування було рішуче зупинено. Лише окремими фразами згадується Галицька битва, що відбувалась у той же час.
У цих розділах, Такман показує серію помилок, хибних планів, погані комунікації та логістику, які, серед іншого, визначально допомогли французам на Західному фронті. Наприклад, німці помилково перевели із Заходу два корпуси, щоб захистись від того, що у книзі називається «російський паровий коток». Великі втрати та проблеми, що розвинулись на Східному фронті, описані лише у загальних рисах.

#### Полум'я Левена
У тексті переплетені уривки фактів, які союзні уряди використовували для формування на Заході остаточної думки про те, що Німеччина «нацією-агресором» стосовно Бельгії.
Такі факти і висновки будуть повторюватися протягом війни, і в значній мірі вплинуть на наступну участь Сполучених Штатів.
Також тут, у главі 17 Полум'я Левена, Такман вставляє вибірку німецьких думок щодо цілей та прагнень Німецької імперії. Вона цитує [348-349] Томаса Манна кажучи, що метою було «встановлення німецької ідеї в історії, встановлення Kultur, виконання історичної місії Німеччини». Наводяться цитати подібного змісту і від «німецького вченого», і від «німецького бізнесмена».
Глава 17 зосереджена на звірствах німецької армії в Бельгії, зокрема, щодо історичного університетського міста Левен [356-359]. Такман підтверджує свої ремарки, описуючи [350-351, 359] німецьку військову теорію терору. Згідно з пропагандою, в невдалій спробі придушити «незаконних» бельгійських фран-тірерів (цивільні, що стріляють в німецьких військових) [354-355] окупанти стратили сотні громадян у декількох містах Бельгії [351—353]. Її перелік випадків жорстокості таких репресій німецької армії проти населення в цілому, і умисне спалення Левена зокрема, особливо його університетської бібліотеки, залишають мало сумнівів у тому, чому західні союзники могли легко засуджувати і Німеччину, і німців взагалі.

#### Битва на морі
Глава 18 [363-380] описує британські побоювання, що їх острівна нація, залежна від закордонного імпорту, може постраждати внаслідок зриву міжнародної торгівлі німецьким флотом. Так як флот Великої Британії мав кращі кораблі і досвід бойових дій, ймовірно «найкраща можливість німецького флоту на успішну битву була в перші два-три тижні війни» [397]. Проте німецький флот залишився в порту, щоб не кидати виклик Британському Великому флоту, що патрулював Північне море [368-369]. Отже, здебільшого морські шляхи контролював Королівський флот Великої Британії [376].

#### Оборона Парижа

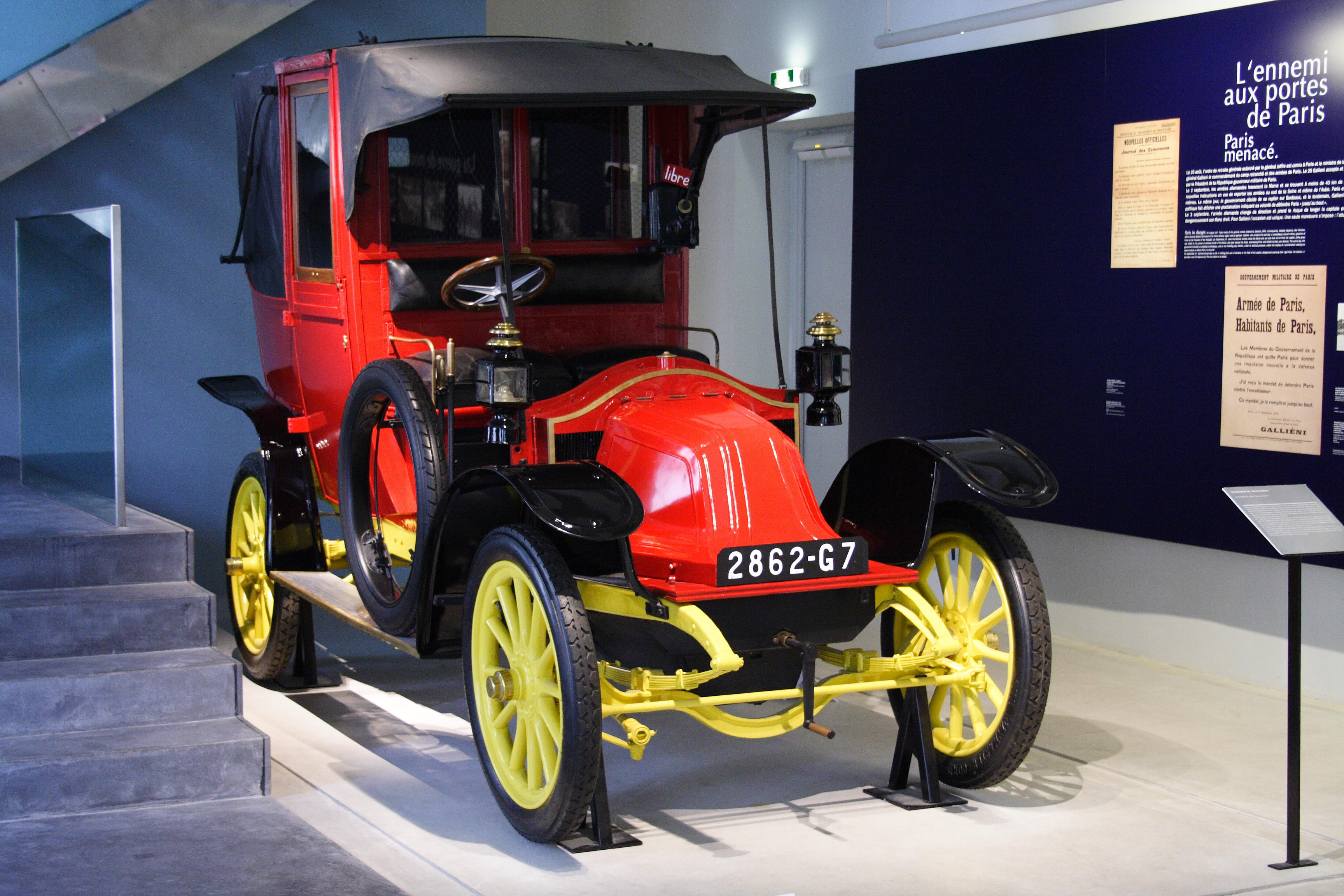
Одне з паризьких таксі, на яких доставлялися солдати Марокканської дивізії, модель Рено G7.

Останні чотири глави (19-22) описують бойові дії у Франції до першої битви на Марні. Тут згадується і про доставку Галлієні Марокканської дивізії в район бойових дій на паризьких таксі (600 машин зробили по 2 рейси, і підкріплення прибуло вчасно). Французькі та британські сили, що на кінець об'єднались і напали на незахищений правий фланг А. фон Клюка, що було першим справді успішним наступом союзних військ. Німецька армія була змушена відійти на північ, хоча величезні втрати були з обох боків. Після того, як Париж було врятовано, мобільна війна перейшла в інший тип, де обидві сторони зайняли позиційну оборону у системі траншей, що розтягнулись через Францію та Бельгію від Ла-Маншу до Швейцарії. Це стало відомо як Західний фронт, і наступні 4 роки він буде знищувати покоління молодих чоловіків.

### Післямова
Такман пропонує роздуми по першій битві на Марні і по світовому конфлікті в цілому. Відкриття війною «тупика на Західному фронті. Кожен день забирав 5 000, а іноді і 50 000 людських життів, поглинаючи енергію, боєприпаси, гроші, освічених і навчених людей …». Він з'їв своїх учасників. «Нації були спіймані в пастку …». Згодом така війна стане нестерпною. «Люди не могли витримати війну такого масштабу і болю без надії  — надії, що її надмірна жахливість забезпечить те, що вона ніколи не зможе повторитися знову…» [488, 489].

## Помилки у війні згідно з Такман
Протягом вищезазначеної розповіді, Такман регулярно торкається питання численних хибних уявлень, прорахунків та помилок, котрі, як вона вважала, спричинили трагедію позиційної війни:
- Економічні прорахунки. На думку Такман, як європейські інтелектуали, так і лідери переоцінили силу вільної торгівлі. Ці люди вважали, що взаємозв'язок народів Європи через торгові відносини може зупинити розвиток загальноконтинентальної війни, оскільки економічні наслідки були б занадто великі. Однак це припущення виявилося неправильним.  Наприклад, Такман зазначила, що Гельмут Мольтке, коли його попереджали про такі наслідки, відмовився навіть розглядати їх у своїх планах, стверджуючи, що він «солдат», а не «економіст».

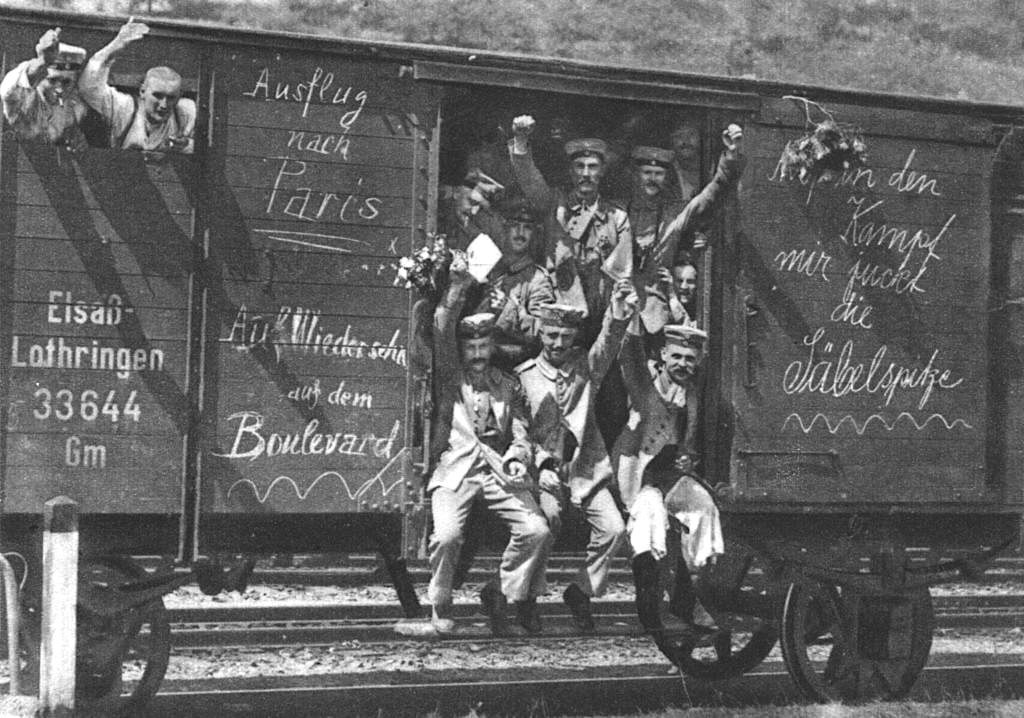
Німецькі солдати у вантажному вагоні на шляху до фронту в 1914 році. На початку конфлікту всі сторони вірили у швидку війну.

- Необґрунтована віра у швидку війну.  Окрім дуже небагатьох політиків (яких в той час висміювали і відсували на другий план через їх погляди, і лише лорд Кітченер мав можливість діяти відповідно до його очікування довгої війни), всі керівники основних ворожих сторін вважали, що війна закінчиться протягом декількох тижнів, не пізніше кінця 1914 року. Такман розповіла історію британського державного діяча, котрий після того, як попередив інших, що війна може тривати два або три роки, був затаврований «песимістом». Це помилкове припущення мало катастрофічні наслідки, особливо щодо логістики.

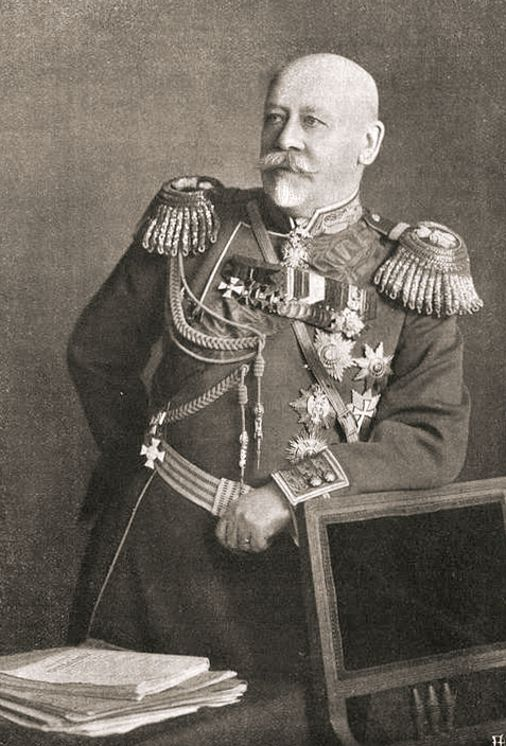
В. О. Сухомлинов, військовий міністр Російської імперії 1909—1915 років. Фото з журналу «Розвідник» за липень 1914 року.

- Надмірна залежність від морального духу та наступу. Такман у дрібних деталях описує, як лідери великих держав у довоєнний час розробили філософію війни, майже повністю засновану на моральному дусі, постійному наступі і збереженні ініціативи. Жозеф Жоффр, зокрема, відмовився розглядати можливість оборони або хоча б уповільнення наступу, навіть коли реалії бою показали, що цей підхід не працює. Французи, як і росіяни, недооцінювали важливість артилерії. Російський військовий міністр Володимир Сухомлинов вважав, що «якою війна була, такою і залишилася … все це зловредні нововведення. Взяти мене, наприклад. За останні двадцять років я не прочитав жодного військового підручника». У 1913 він звільнив 5 викладачів, що поширювали єресь «вогневої тактики».

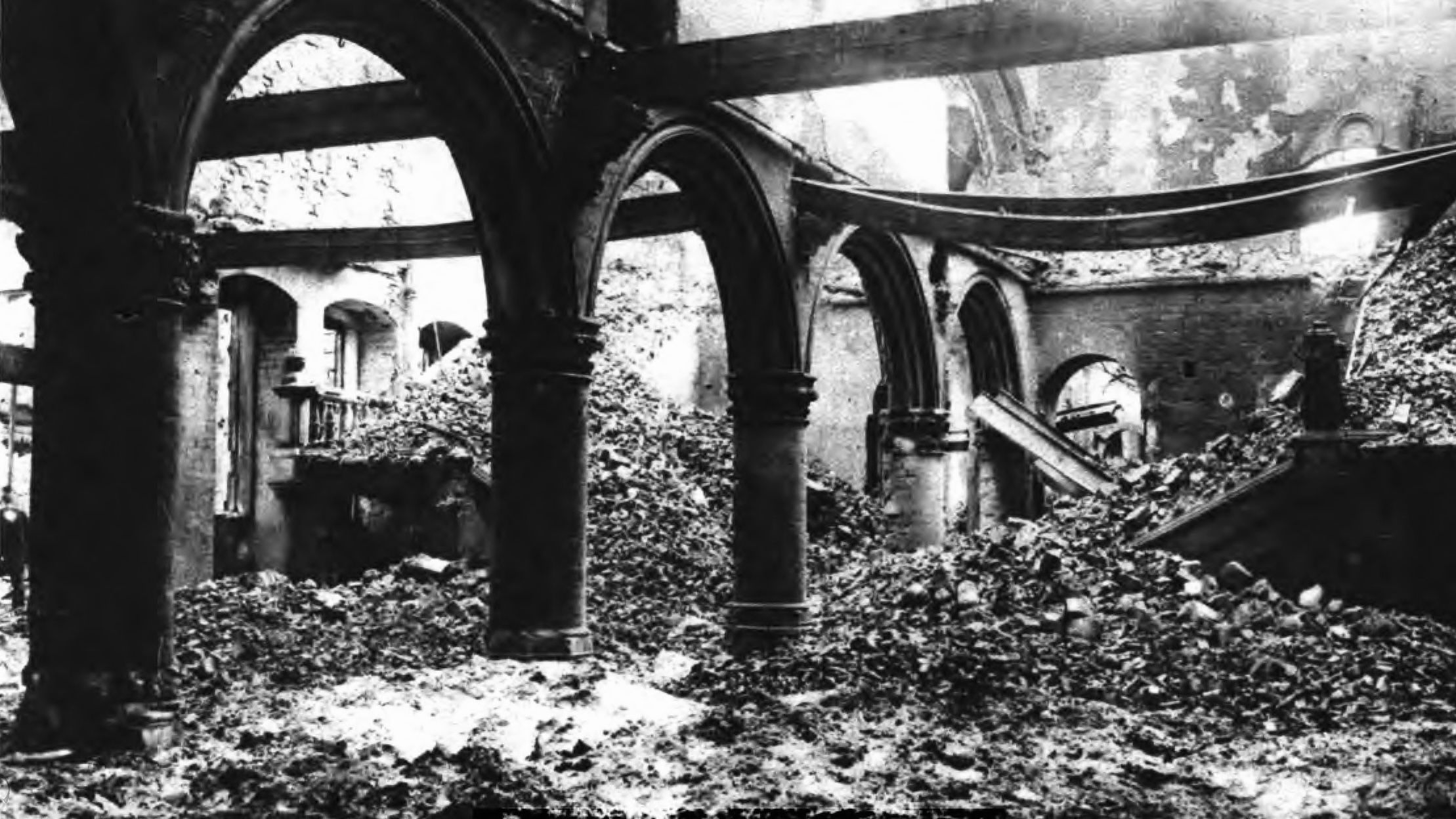
Руїни Левенської університетської бібліотеки. Її знищення серед іншого використовувалось пропагандою союзників проти Німецької імперії.

- Відмова враховувати політичну реакцію. Багато військових планувальників не брали до уваги політичні та договірні наслідки своїх наступальних дій. Як стверджує Такман, німецькі лідери, зокрема, відмовлялися враховувати наслідки входу своїх армій в Бельгію, незважаючи на нейтралітет цієї країни. Попри побоювання Мольтке, німецькі генерали наполягали на пересуванні через Бельгію, тому що їм був потрібен маневр. Вони не усвідомлювали (або відмовлялись зрозуміти), що, захоплюючи Бельгію, вони змушують Велику Британію до оголошення війни через підписані договори та національну честь.

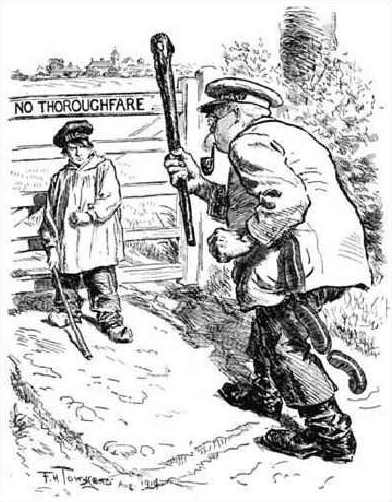
Британська карикатура у журналі Панч 1914 року зображує «молоду» Бельгію, що не дає пройти «літній» Німеччині.

- Застарілі форми військового етикету. Хоча технології, цілі, методи і плани світової війни різко відрізнялись від попередніх воєн, військові лідери продовжували наполягати на формі військового етикету цивільних осіб, який збільшував образи між країнами. Щоб проілюструвати це, Такман регулярно наводить цитати зі щоденників німецьких генералів, які конфісковували будинки і майно цивільних осіб. Повторюваною темою в записах їх щоденників було те, що вони просто не могли зрозуміти, чому власники майна відмовлялися повною мірою співпрацювати, відповідно до військової ввічливості минулого. Такман навіть цитує генерала, який критикував господаря бельгійського будинку за відмову сидіти з ним за обідом і дотримуватися відповідних правил етикету, незважаючи на те, що німці порушили нейтралітет його країни, насильно проживають у його будинку і вкрали або знищили значну частину його власності.

В цілому, Такман стверджувала, що жоден із провідних очільників цього конфлікту не хотів тривалої війни, але все ж перелічені вище фактори її спричинили. Точно так само вона стверджувала, що навіть успіхи, такі як перша битва на Марні (перемога Франції) були деякою мірою випадковими перемогами, які були здобуті, незважаючи на, а не через військове керівництво або стратегії.

## Культурний спадок

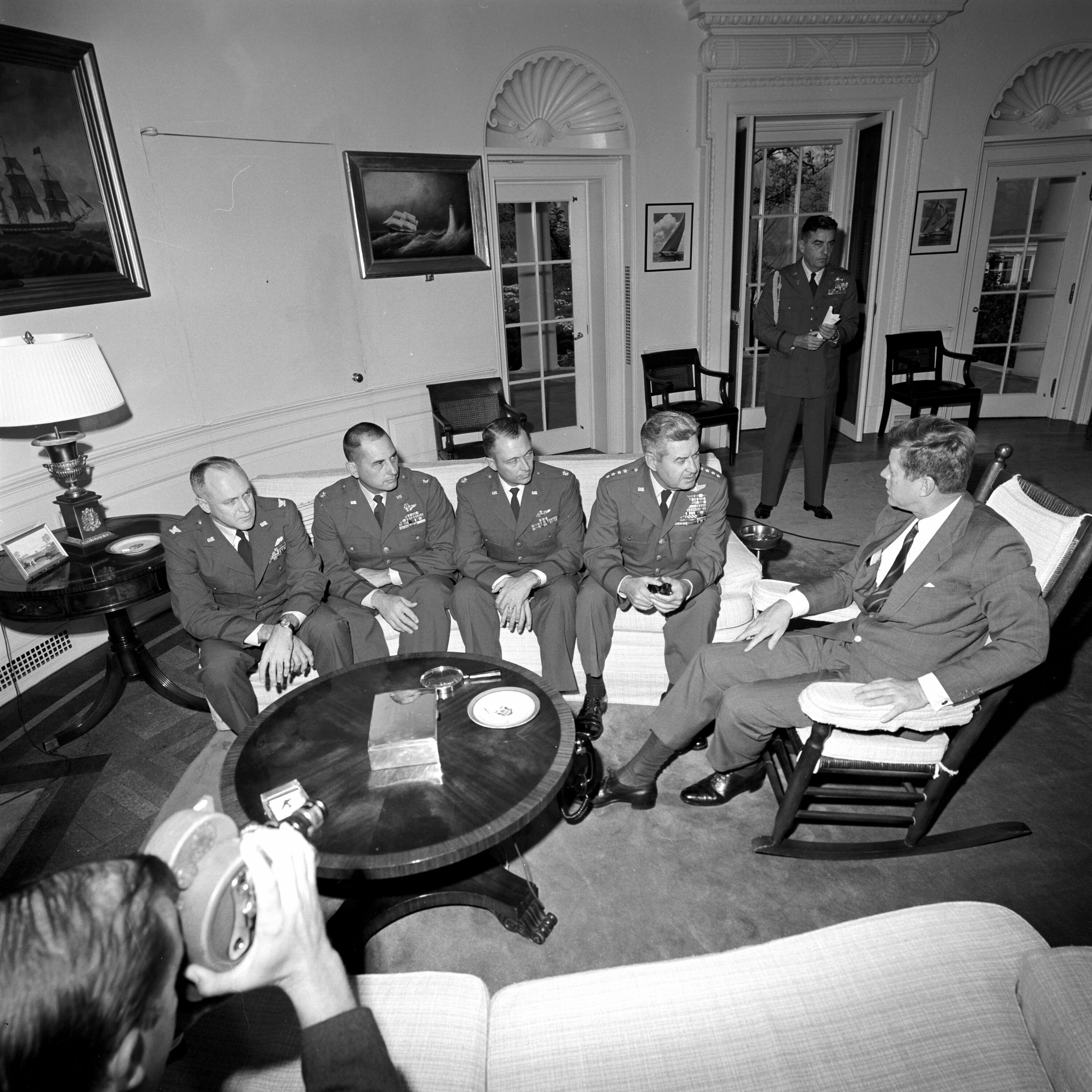
Президент Кеннеді на зустрічі в Овальному кабінеті з генералом Кертісом Лемеєм.

Книга одразу після виходу стала бестселером і перебувала у списку бестселерів газети Нью-Йорк Таймс  впродовж 42 тижнів. Комітет по номінації на Пулітцерівську премію не міг присудити премію за вклад в історію, бо, згідно з заповітом Джозефа Пулітцера призером Пулітцерівської премії з історії могла бути лише книга з історії США. Проте Такман отримала премію за документальний прозовий твір.
У одному з інтерв'ю Джиммі Картер згадує: президент США Джон Кеннеді був настільки вражений книгою, що подарував її копії усім членам його кабінету, головним військовим радникам і радив їм прочитати.
У книзі  Одна хвилина до півночі: Кеннеді, Хрущов та Кастро на межі ядерної війни Майкл Доббс також відзначив значний вплив Серпневих гармат на Кеннеді. Він часто цитував цей твір і хотів, щоб його прочитав «кожен офіцер в армії». Згодом «секретар армії відіслав копії в кожну американську військову базу у світі». Серпневі гармати були одним з факторів мирного вирішення Карибської кризи, особливо зважаючи на подібність швидкої ескалації ситуації та можливих негативних наслідків.
Прем'єр-міністр Великої Британії Гарольд Макміллан, який служив на Західному фронті під час Першої світової війни, був також глибоко вражений книгою.
Відомий політолог і професор Гарвардського університету Грехем Тіллет Еллісон, автор Суть рішення: Пояснюючи кубинську ракетну кризу, не лише зазначив вплив книги Такман на Кеннеді, але й і її значення для належного вивчення прийняття рішень і ведення війни. Алісон створив цілу модель прийняття рішень, яку він назвав організаційно-процесуальною моделлю(англ. Organizational Process Model), засновану на питаннях, подібних до тих, що описані Такман. Його модель прямо суперечить теорії ігор та іншим раціоналістичним засобам пояснення подій.
З Серпневими гарматами порівнюють всі наступні книги про Першу світову війну, зокрема і відому роботу австралійського історика, професора Кембриджського університету Кріса Кларка Лунатики, яка також розглядає початок війни. Він, як і Такман, вважає, що війна не була неминуча, були альтернативи мирного вирішення.
У 2009 році Сванте Корнел, шведський вчений, що спеціалізується на політиці та питаннях безпеки в Євразії, особливо на Південному Кавказі, в Туреччині та Центральній Азії, директор і співзасновник розміщеного в Стокгольмі Інституту політики безпеки та розвитку (ISDP), директор по дослідженнях об'єднання Інституту Центральної Азії та Кавказу і програми дослідження «Шовковий шлях» (англ. Central Asia-Caucasus Institute & Silk Road Studies Program, CACI-SRSP — об'єднана програма ISDP та Школи передових міжнародних досліджень Пола Нітце університету Джонса Гопкінса) та Фредерік Старр, американський експерт по російських та євразійських відносинах, засновник Інституту Центральної Азії та Кавказу при Школі передових міжнародних досліджень Пола Нітце і доволі відомий джазовий музикант, написали книгу Серпневі гармати 2008 року: війна Росії в Грузії. У ній за аналогією розкриваються історичні передумови та підготовка до Російсько-грузинської війни 2008 року:
Незважаючи на масу доступної інформації про нарощування російських військових потужностей, однак, західні уряди були захоплені зненацька, коли кипляча напруженість в зонах грузинського конфлікту вибухнула в повномасштабну війну. (англ. In spite of a mass of readily available information on the Russian arms buildup, however, Western governments were caught off guard when simmering tensions in the Georgian conflict zones exploded into full-scale war).
Історики згадують книгу Такман і в контексті російської збройної агресії проти України 2014—2015 років, вказуючи звідти причини і можливі моделі розвитку подій.
Болгарський політичний аналітик Іван Крастєв:
Історична аналогія, яку ми вибираємо, багато в чому залежить від того, які книги про історію ми читаємо сьогодні. А наше сьогоднішнє читання, в свою чергу, часто визначається черговою круглою датою…
Коли по всьому континенту згадують про події Першої світової, аналогія з 1914 роком так і проситься на олівець. Тож справа не лише в російському газі чи американській слабкості. Спробуй Росія повернути Крим у 2038-му, реакція Заходу з великою ймовірністю була б іншою.
Редактор International New York Times Серж Шмеман у статті Серпневі гармати вказує на проведення вигідних окремим сторонам паралелей між 1914 та 2014 роками. Він критикує як Франсуа Олланда за заклики «не бути нейтральними, коли збиваються цивільні літаки, і коли тривають конфлікти у Іраку, Сирії, Лівані та Газі», так і Володимира Путіна за його аналогію, наче у 1914 Росія лише хотіла примирити суперечку європейських країн, а була втягнута у війну, аби «врятувати Слов'янську націю». Шмеман вважає, що ці розрізнені інтерпретації підкреслюють небезпеку проведення паралелей з історією чи покладання відповідальності і провини за війну. На думку автора, уроками війни мають бути не паралелі, а «звернення уваги на нетолерантність, політичну корисливість, племінні пристрасті, амбіції та інші сили, що поєднались аби привести європейських лунатиків до самознищення».

## Критика
Частина дослідників не розділяє погляди Такман щодо можливих причин початку війни.
- Радянська історіографія розглядала війну як «природне явище, зумовлене конкретно-історичним розвитком західної цивілізації (або капіталізму європейського зразка)»[23].
- Інша частина, зокрема певні сучасні російські історики, вважає війну не «збігом обставин», а спланованою США, Великою Британією та Францією дією. Наприклад Сергій Кремльов, заступник директора Інституту стратегічної стабільності Мінатома Російської Федерації вважає: «В Європу Америка прийшла не заради Європи, але заради Америки ж. Заокеанський капітал готував цю війну, він її й виграв. Для себе»[23].
- З іншого боку, Шон Макмікін[de], американський історик, викладач Стенфордського університету, автор книги Російські корені першої світової війни (англ. The Russian Origins of the First World War), у його іншій книзі Липень 2014 вказує на значно більше значення участі Російської імперії у початку війни та звинувачує Такман у вказуванні помилкової дати російської мобілізації (на 2 дні пізніше, ніж було в наказі)[24].

Маргарет Олвен Макміллан, історик, професор Оксфордського університету у статті з рубрики Гардіан «книга, що змінила мене» поряд з захопленням вказує на недоліки твору Такман: 
«Час від часу вона схильна до абсурдних перебільшень, таких як наче німці були в полоні ідеї, що божественне провидіння судило їм бути володарями всесвіту. Її думка, що німці якимось чином хотіли нав'язати їхню культуру світу, є, безумовно, відображенням значної ідеологічної боротьби її часу між Заходом та Радянським блоком».

## Фільм

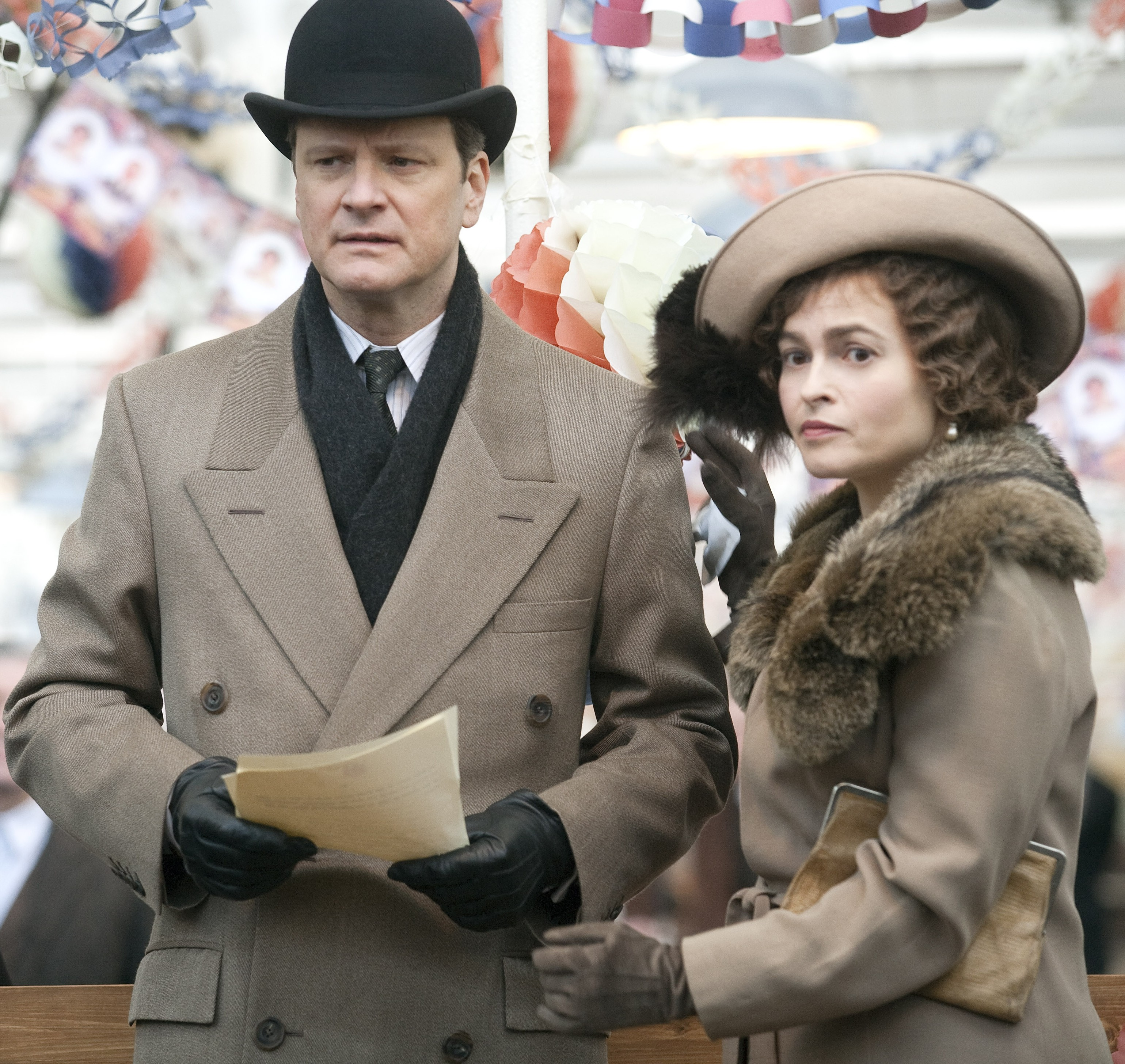
Колін Ферт і Гелена Бонем Картер у ролях герцога і герцогині Йоркських у фільмі Промова короля 2010 року.

Книгу було адаптовано у документальний фільм. У фільмі використані відео військової хроніки часів війни, текст читають Фрітц Вівер для англійського варіанту та Роджер Рудел (1921—2008) для французького варіанту. Рейтинг за IMDb — 7,4.
Плануються зйомки художнього фільму. У ньому Гелена Бонем Картер повинна зіграти дружину свого прадіда Герберта Генрі Асквіта, прем'єр-міністра Великої Британії 1908—1916 років.

## Перевидання
Книга перекладена на багато мов світу. Українською вона не перекладена.
У 1972 у Радянському союзі з видавництва Молода гвардія вийшли друком рос. Августовские пушки у переклад О.Касімова. Близько 7 % цього видання складає «необхідна» передмова, у якій радянській людині пояснюється як необхідно «розуміти» книгу і де у ній зроблені помилки. Також книга перевидавалась у 1999 році під назвою рос. Первый блицкриг.
ISBN 13 / ISBN 10:
- ISBN 9780553139594 / ISBN 0-553-13959-2 (Macmillan, 1962)
- ISBN 9780026203104 / ISBN 0-026-20310-3 (Scribner, 1962)
- ISBN 9780553026696 / ISBN 0-553-02669-0 (Bantam Books, 1976)
- ISBN 9780553122398 / ISBN 0-553-12239-8 (Bantam Books, 1978)
- ISBN 9780333305164 / ISBN 0-333-30516-7 (Papermac, 1980)
- ISBN 9780553227734 / ISBN 0-553-22773-4 (Bantam Books, 1982)
- ISBN 9780553254013 / ISBN 0-553-25401-4 (Bantam Books, 1982)
- ISBN 9780517385746 / ISBN 0-517-38574-0 (Bonanza Books, 1986)
- ISBN 9780026203111 / ISBN 0-026-20311-1 (Macmillan Pub Co, 1989)
- ISBN 9780094521100 / ISBN 0-094-52110-7 (Constable, 1993)
- ISBN 9780345386236 / ISBN 0-345-38623-X (Ballantine Books, 1994)
- ISBN 9780345910899 / ISBN 0-345-91089-3 (Ballantine Books, 1996)
- ISBN 9780333698808 / ISBN 0-333-69880-0 (Papermac, 1997)
- ISBN 9781841192093 / ISBN 1-841-19209-0 (Robinson, 2000)
- ISBN 9780758189011 / ISBN 0-758-18901-X (Textbook Publishers, 2003)
- ISBN 9780345476098 / ISBN 0-345-47609-3 (Presidio Press, 2004)
- ISBN 9781579125394 / ISBN 1-579-12539-5 (Black Dog & Leventhal Publishers, 2005)
- ISBN 9780241968222 (Penguin Books Ltd, United Kingdom, 2009)
- ISBN 9780307567628 (Random House, 2009)
- ISBN 9781299006812 (Random House, 2009) (електронний варіант)
- ISBN 9781598531459 (Library of America, 2014)
- ISBN 9780241968215 (Penguin Books Ltd, United Kingdom, 2014)
- ISBN 9789029592826 (B.V. Uitgever De Arbeiderspers, 2014) (голландською)
- ISBN 9789029564175 (Singel Uitgeverijen, 2014) (голландською)